# Radobolja
Radobolja je rijeka u Bosni i Hercegovini.
Duga je 5 kilometara. Izvire ispod brda Mikuljače u Ilićima. Protječe kroz Mostar i ulijeva se u Neretvu ispod Starog mosta. Voda iz Radobolje za vrijeme osmanske uprave nad ovim područjem koristila se za natapanje, ali i za piće jer je postojao vodovod koji je opskrbljivao zapadnu i dio istočne obale Mostara. Sada je Radobolja veoma onečišćena zbog ispuštanja otpadnih (kanalizacijskih) voda.
U prošlosti se koristila za brojne mlinice uz rijeku, stupe i kola za navodnjavanje i natapalo se vrtove. Služila je za vodoopskrbu zapadnog Mostara i djelimice istočnog. U osmansko doba bio je napravljen vodovod. Imao je 60 mjesta za otjecanje, prema tvrdnji austrijskog povjesničara Moritza Hörnesa. Povremeno se izlijevala za velikih kiša, pa je znala poplaviti, osobito Balinovac. Do 1960-ih bila je omiljeno odredište veslačima, ribolovcima i kupačima i voda je bila pitka. Nakon građevinskih radova kroz cijelo korito izgubila je svoje virove, proširenja nastala snagom Radobolje. Kolovoza 1964. prvi je put presušila, navodno, zbog jednog miniranja oko izvora.

## Vanjske poveznice
|  | Zajednički poslužitelj ima još gradiva o temi Radobolja |